# Кверфурт, Август
Август Кверфурт (нем. August Querfurt, 1696, Вольфенбюттель — 1761, Вена) — немецкий баталический живописец, ученик своего отца, Тобиаса Кверфурта, и Георга Филиппа Ругендаса в Аугсбурге.

## Жизнь и творчество

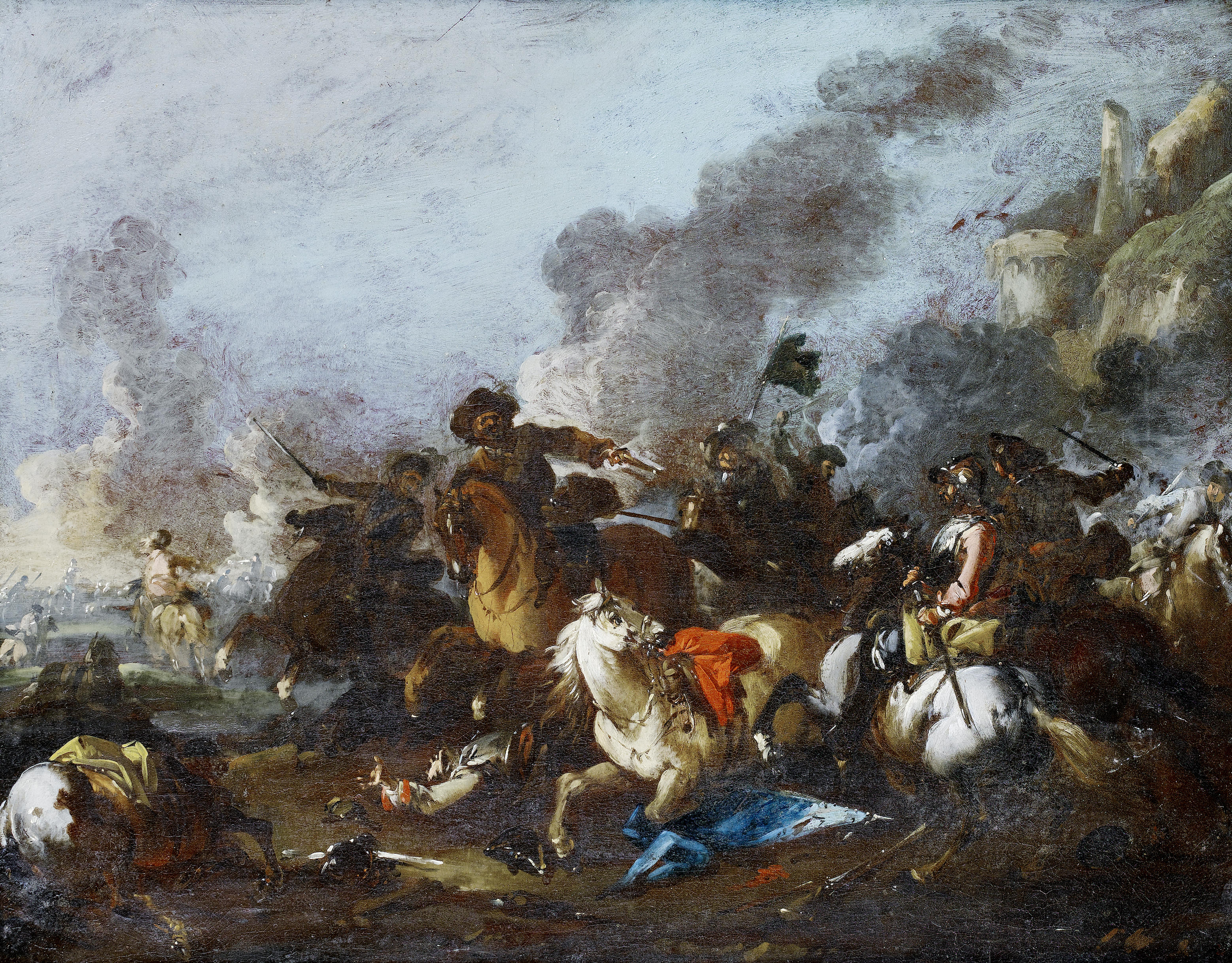
Кавалерийская схватка.

Несколько тяжёлые и мутные по колориту картины, в которых он подражал Ф. Воуверману, встречаются во многих публичных и частных галереях, среди прочих в бреславльском, дрезденском, венском и стокгольмском музеях. В Эрмитаже в Санкт-Петербурге находятся его: «Лагерь» (№ 1737), «Сцена из военной жизни» (№ 1738), «Приготовление к отъезду» (№ 1739), «Купанье лошадей» (№ 1740).